# Chassalia bosseri
Chassalia bosseri är en måreväxtart som beskrevs av Bernard Verdcourt. Chassalia bosseri ingår i släktet Chassalia och familjen måreväxter.
Artens utbredningsområde är Réunion. Inga underarter finns listade i Catalogue of Life.